# إشارة تحويل

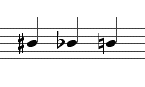

في الموسيقى، إشارة التحويل  تمكن من تغيير حدة النوتة، وذلك برفعها بنصف بُعد، أي جعل الصوت أحدّ بمقدار نصف بُعد باستعمال إشارة الرفع الدييز (♯)، أو جعله أقل حدة أي أغلظ بمقدار نصف بُعد باستعمال إشارة الخفض البيمول (♭)، وتكتب هذه الإشارات قبل النوتة في السلم الموسيقي، وقد تكون في بدايته، أو في بعض الحقول، أو كليهما، وهناك إشارة أخرى تدعى إشارة الإلغاء (البيكار ♮) توضع قبل النوتة التي سبق رفعها أو خفضها للدلالة على إلغاء ذاك الرفع أو الخفض.